# Владимир (Иванов)
Епископ Владимир (рум. Episcopul Vladimir в миру Василий Иванов, рум. Vasile Ivanov; 1898, Румыния — 1957, Славский Успенский монастырь, Тулча) — архиерей Русской православной старообрядческой церкви в Румынии, епископ Славский (1951—1957).

## Биография
В 1921 году в церкви св. ап. Иоанна Богослова в Тульче был хиротонисан во диакона, а в 1924 году в Вознесенской церкви состоялось его рукоположение во священноинока.
15 (28) августа 1951 года митрополитом Белокриницким Тихоном (Качалкиным) был хиротонисан во епископа.
Скончался в 1957 году и похоронен в Славском Успенском монастыре.